# جعبه صابون

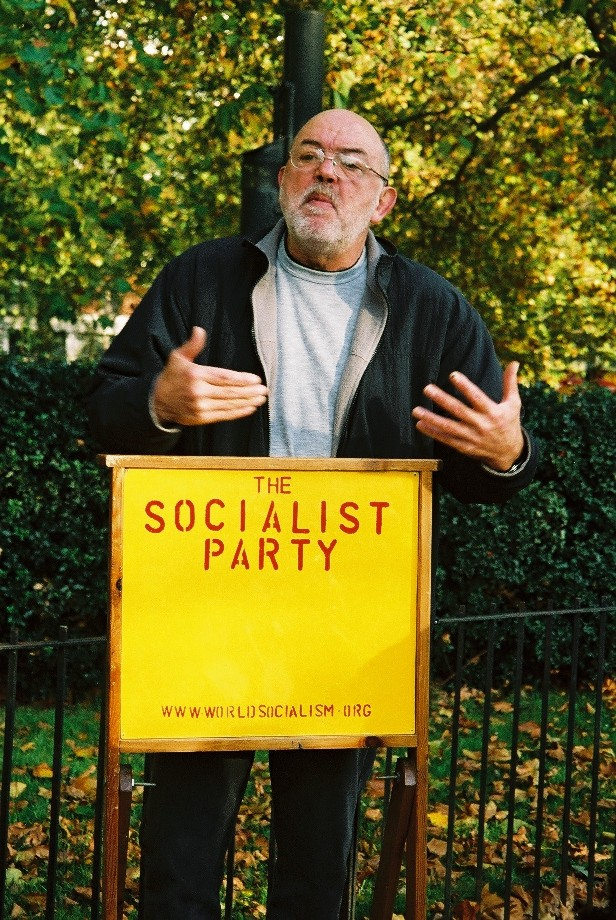
مردی در حالِ نطقِ فی البداهه در گوشه سخنوران، لندن

جعبه صابون یک سکوی چوبی در خیابان است که هرکسی می‌تواند بر روی آن بایستد و یک نطق فی البداهه و عمدتاً در موضوع سیاست را بر آن ایراد کند. سرچشمهٔ این اصطلاح از روزهایی است که سخنرانان با ایستادن بر روی یک جعبه چوبی که در اصل برای حمل و نقل صابون یا دیگر محصولات خشک از یک تولید کننده به یک فروشگاه خرده فروشی استفاده می‌شد به سخنرانی می‌پرداختند.
دهه‌های پیش از جنگ جهانی اول با عنوانِ عصر طلایی فصاحتِ جعبه صابونی معروفند.